# Shenyang J-16
Pour les articles homonymes, voir J16.
Le Shenyang J-16 (en chinois : 歼-16) Qian Long est un chasseur d'attaque multirôle biréacteur chinois, conçu et produit par la Shenyang Aircraft Corporation, en république populaire de Chine. Son profil de mission serait essentiellement similaire à celui du F-15E Strike Eagle américain.
Version multirôle à grande manœuvrabilité basée sur le Shenyang J-11BS, mais avec un rayon d'action plus important et une avionique améliorée, il serait techniquement très proche des Soukhoï Su-35 et Su-30MK2,. La plupart des médias spécialisés le considèrent d'ailleurs tout simplement comme une « copie » du Su-30MKK russe,,.

## Historique
Les premières photos du J-16 ont été publiées sur les sites internet chinois vers le mois de juin 2012. Le J-16 possède des dérives légèrement différentes de celles du J-11 ou de sa version navale J-15. Une autre caractéristique notable vient de la présence de pylônes d'emport pouvant accueillir les missiles air-air PL-8 (en), une autre différence avec les modèles J-11 précédents.
D'après les rapports des médias, la Chine aurait développé le chasseur J-16 en se basant sur la cellule du J-11B, en lui appliquant des modifications issues du Su-30MKK russe qui a été vendu à la Chine en 2000,,.
Le J-16 est capable d'emporter une grande variété d'équipements chinois développés localement, incluant des missiles anti-navires subsoniques et supersoniques, des bombes guidées par satellite, des missiles de croisière et des systèmes de brouillage
Il a été dit que les moteurs WS-10 manquaient de puissance pour le J-16, étant donné leurs défauts de conception et la masse plus élevée du J-16, comparée à celle des autres versions chinoises du Soukhoï Su-27 ou de ses dérivés. Il semblerait qu'une évolution des moteurs soit nécessaire pour permettre à l'avion d'exprimer tout son potentiel.
En avril 2014, la Force aérienne chinoise a pris livraison d'un régiment de J-16. Début 2018, on estimait que trois à quatre brigades étaient équipées de ces avions. Début 2014, une source du gouvernement chinois estima que 100 exemplaires du J-16 devraient être en service d'ici 2020.

## Versions

### J-16
Version d'attaque initiale ;

### J-16D
Le J-16D est la version la plus récente du "Strike Flanker" chinois est dédiée à la guerre électronique. La première nouvelle variante du J-16 est apparue dans diverses discussions en 2015 et concernait une variante EW (Electronic Warfare, en français Guerre Électronique) dans la même classe que l'EA-18G Growler. Peu d'informations officielles sont connues, mais le premier prototype du J-16D (K/JJ16D) aurait effectué son premier vol le 18 décembre 2015. Une petite image granuleuse a été divulguée début 2016 et, bien que floue, elle montre clairement plusieurs modifications distinctes liées à la mission. Bien que basée sur la cellule du J-16, la nouvelle version présente plusieurs changements. Les plus évidentes sont les grandes nacelles ESM (Electronic Support Measure en français Mesures de soutien électronique) ou d'ELINT (Electronic Intelligence en français Renseignement Électronique) situées en bout d'aile. Ces nacelles ressemblent aux nacelles AN/ALQ-218 Tactical Jamming Receiver de l'EA-18G et remplacent les pylônes de bout d'aile standards pour les missiles PL-10. On remarque également plusieurs antennes EW, des panneaux diélectriques et de multiples antennes montées autour du fuselage, sur les côtés des prises d'air des moteurs, ainsi que derrière et sous le cockpit. Un panneau diélectrique rectangulaire se trouve également derrière le radôme. Dans l'ensemble, le radôme semble plus pointu et plus court. Il abriterait un radar AESA permettant des modes EW intégrés, similaires à ceux de l'AN/APG-79. Pour permettre l'installation d'une suite EW complète, l'IRST/télémètre laser typique situé devant le pare-brise et le canon de calibre 30 mm semblent avoir été retirés. Par conséquent, le J-16D doit compter uniquement sur les AAM tels que le PL-10 et le PL-15 pour l'autodéfense, ou sur les chasseurs d'escorte. Après son vol inaugural apparent fin 2015 et l'unique image de début 2016, le J-16D a disparu pendant près d'un an. Puis, en février 2017, des rapports ont suggéré qu'un deuxième prototype avait volé, prétendument le 29 décembre 2016. De temps à autre, des images - principalement des images satellites provenant de différentes bases - indiquaient que le projet était toujours en vie, mais presque rien de plus n'a été révélé. Enfin, en février 2019, d'autres rapports et une image fortement trafiquée ont révélé que le premier lot de J-16D se préparait à entrer en service dans la PLAAF. Par conséquent, on ne sait rien de la phase d'essais en vol.

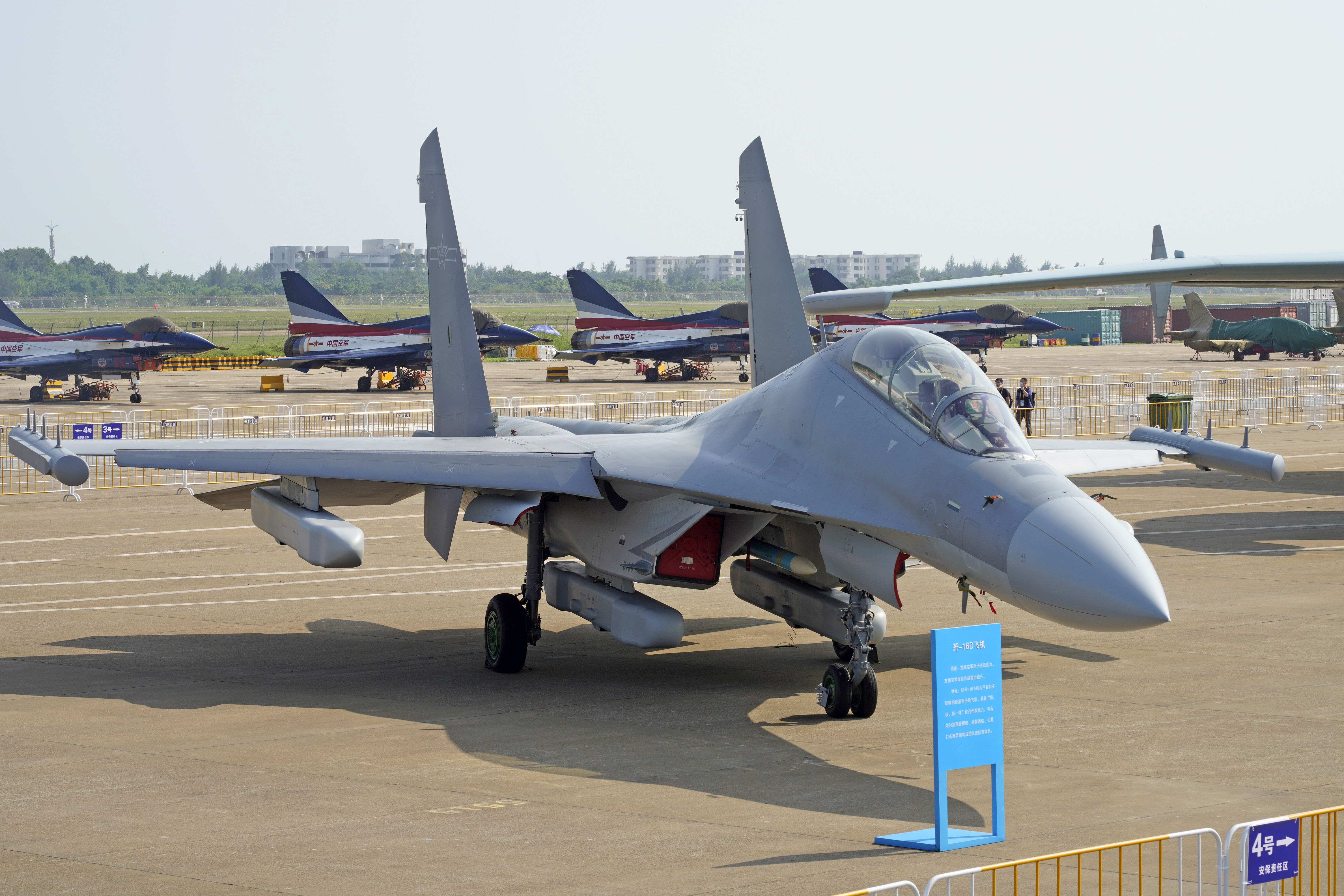
J-16D au Zhuhai Airshow 2021

#### Présentation au public, Zhuhai Airshow 2021
Le projet est resté discret jusqu'à ce que le J-16D soit dévoilé au public, à la surprise générale, en septembre 2021, lorsqu'un avion du lot 01 a été présenté au Zhuhai Airshow. Comme tous les J-16 de la PLAAF, cet appareil arborait la couleur gris clair typique, mais sans numéro de série. Son apparition à Zhuhai a permis de connaître de nombreux détails sur l'emplacement de ses différents capteurs et antennes, mais sans plus d'informations sur leur fonction et leur objectif. Un peu plus tard, en novembre 2021, plusieurs autres reportages de CCTV ont confirmé que le J-16D était déjà entré en service.
Bien que les numéros de série aient été enlevés ou brouillés sur la plupart des images, ils semblent correspondre au modèle 63x7x, qui correspond à la 26e brigade aérienne de l'aéroport de Huizhou-Huiyang/Pingtan, au sein du Southern Theater Command (commandement du théâtre sud).
D'autres révélations ont également montré deux J-16 avec des nacelles de bout d'aile beaucoup plus grandes à Nanchang-Xiangtang, ce qui suggère que la 40e brigade aérienne au sein du Eastern Theater Command (commandement du théâtre oriental) reçoit également le nouveau type d'appareil.
Depuis janvier 2022, le J-16D a également été déployé dans des bases opérationnelles avancées du Eastern Theater Command (commandement du théâtre oriental) et a commencé à effectuer des missions d'entraînement près du détroit de Taïwan. À peu près au même moment, une vidéo suggère qu'au moins un prototype de J-16D est en cours d'évaluation par la PLAN à Huangdicun.
Dans l'ensemble, on s'attend à ce que chaque brigade aérienne de la PLAAF qui utilise actuellement des J-16 se dote d'un groupe de vol supplémentaire composé d'au moins quatre J-16D et qu'elle puisse même déployer un groupe de vol complet composé de huit à dix appareils.
En passant, la désignation du J-16D (歼16D) n'est pas tout à fait correcte et n'est probablement pas officielle. En effet, les variantes à mission spéciale d'un type établi portent généralement la lettre d'identification directement après le "J". Ainsi, le J-16D avec son "D" - qui signifie "dian" ou "électronique" - devrait en fait être désigné comme JD-16 (歼电16).

#### Équipement et rôle
La révélation la plus intéressante lors du Zhuhai Airshow 2021 a été que le J-16D exposé transportait une famille de nacelles EW de nouvelle génération sous ses ailes et ses stations d'admission.
Ces nacelles portent la désignation RKZ930-xx. Jusqu'à présent, trois nacelles individuelles ont été identifiées - le RKZ930-10, le RKZ930-22 et le RKZ9360-32 - mais on ne sait rien de leur rôle individuel. Ces nacelles de brouillage, censées être aussi performantes que l'AN/ALQ-99, utilisent la technologie AESA pour atteindre une capacité maximale de "soft kill".
En ce qui concerne les capacités de "hard kill", on ne sait pas si le J-16D transporte des missiles anti-radiation, mais le type est susceptible de transporter des missiles anti-radiation YJ-91 dans l'intervalle, suivis d'une nouvelle génération d'ARM (prétendument basés sur le PL-15 ou une version du CM-102).
Afin de fournir suffisamment d'énergie électrique à tous les systèmes embarqués et aux nacelles, les systèmes aéroportés de production d'énergie, de consommation d'énergie et de dissipation thermique de l'avion de combat ont été entièrement modernisés pour répondre aux exigences d'un fonctionnement à long terme.
Bien que la PLAAF soit assez réticente à divulguer des informations, le J-16D devrait jouer un rôle similaire à celui de l'EA-18G, en escortant des J-16 standard.
Contrairement aux autres moyens de guerre électronique en service dans la PLA, le J-16D peut voler suffisamment vite et loin pour escorter la formation de chasseurs et ouvrir la voie à des frappes aériennes en utilisant des moyens de guerre électronique ou peut-être même des missiles antiaériens.
Certains médias chinois affirment que le J-16D peut également fournir des capacités C4ISR (commandement, contrôle, communications, informatique, renseignement, surveillance et reconnaissance), notamment en fonctionnant comme une sorte d'avion aéroporté d'alerte précoce ou de poste de commandement doté de capacités de contrôle de combat améliorées. Dans ce rôle, il pourrait guider un plus petit groupe de chasseurs et, éventuellement, contrôler des drones de type "loyal wingman" pour attaquer des cibles.
La variante navale J-15D est étroitement liée au J-16D. Elle présentera probablement des similitudes en termes d'équipement et d'électronique embarqués, mais sera combinée au fuselage biplace du J-15S, apte au transport.
À la fin de l'année 2017, des rumeurs ont suggéré que les projets J-15D et J-16D avaient été fusionnés en un seul type, le J-17. Il semble que ce ne soit pas le cas et que les deux armées finiront par mettre en service leurs propres avions de guerre électronique et d'attaque.

### J-16H
Version navalisée biplace d'attaque initiale. Selon une photo diffusée sur Internet le 17 septembre 2018, cette version serait équipée d'une perche de ravitaillement sur le côté gauche[réf. souhaitée].

## Spécifications techniques
Caractéristiques générales
- Équipage : 1 pilote + 1 opérateur système d'armes
- Longueur : 21,9 m
- Envergure : 14,7 m
- Hauteur : 6,36 m
- Surface alaire : 62,04 m2
- Masse à vide : 17 700 kg
- Masse typique : 26 000 kg
- Masse maximale au décollage : 35 000 kg
- Moteur : 2 turboréacteurs à double flux avec postcombustion Shenyang WS-10A
  - Poussée à sec : 89,17 kN   chacun
  - Poussée avec postcombustion : 135 kN chacun

 Performances 
- Vitesse maximale : Mach 2,0
- Distance franchissable : 3 900 km
- Plafond : 17 300 m
- Vitesse ascensionnelle : 18 300 m/min
- Charge alaire : 285,30 kg/m2

Armement

- Canons : 1 canon GSh-30-1 de calibre 30 mm, approvisionné de 150 obus
- Points d'emports : 12 points d'emport externes, permettant l'emport de :

  - Missiles air-air moyenne portée PL-12 ou PL-15
  - Missiles air-air courte portée PL-8 (en) ou PL-10 (en) ;
  - Diverses roquettes et bombes guidées par satellite (Beidou) ou par laser ;
  - Missiles antinavires et anti-radars ;
  - Nacelles de contremesures électroniques.

Avionique

- Radar à antenne active (AESA)